# Armengrab
Armengrab ist eine in der Vergangenheit gebräuchliche Bezeichnung für eine einfach gestaltete Begräbnisstätte auf einem Friedhof, häufig ohne Grabkennzeichnung, die zur Bestattung von armen oder mittellosen Verstorbenen diente. Armengräber wurden in der Vergangenheit häufig als Gemeinschaftsgräber ausgeführt. Seit Ende des 20. Jahrhunderts wird aus ethisch-sozialen Gründen der Begriff offiziell nicht mehr verwendet und meistens von einer Sozialbestattung gesprochen.
Viele heute geachtete Künstler starben verarmt und wurden in Armengräbern bestattet. Oft fand in späterer Zeit eine Umbettung der Toten statt und die Gräber werden heute als Ehrengräber gepflegt.

## Geschichtliche Entwicklung
Im Römischen Reich wurden die Grabstätten oft hierarchisch angeordnet an Straßen außerhalb der Siedlungen angelegt. In der Regel wurden Brandgräber angelegt, in die je nach gesellschaftlicher Stellung ein Urnengefäß mit entsprechenden Grabbeigaben bestattet wurde. Erdbestattungen von begüterten Personen erfolgten in Sarkophagen. Der armen Bevölkerung blieben kostenintensive Bestattungsarten lange Zeit verwehrt. Seit dem frühen Mittelalter wurden die Armen in einem einfachen Grab mit geringstmöglichem finanziellem Aufwand, in einem einfachen Sarg oder in Tücher gehüllt und ohne eigenen Grabstein, bestattet. Die Bestattung in Armengräbern wurden von Angehörigen selbst oder von einem beauftragten Totengräber vorgenommen. Sofern die Bestattung in einem Armengrab stattfand, mussten für Leistungen des Offermanns bzw. Organisten sowie für die Totengräber keine Gebühren entrichtet werden.

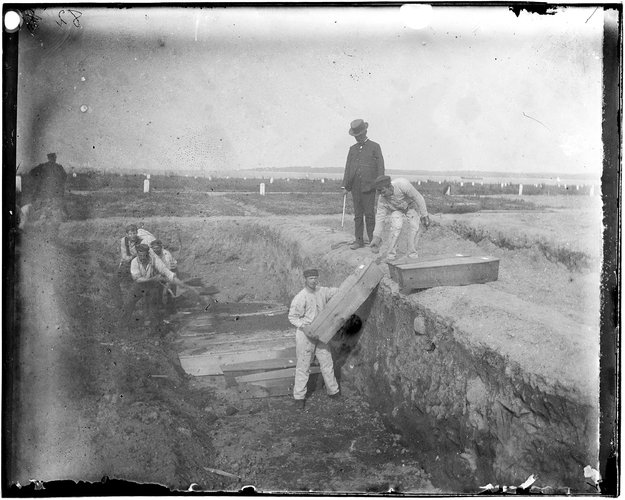
Armengräber auf Hart Island, New York, um 1890

In vielen Gemeinden wurden außerhalb der Ortschaften sogenannte Armen- und Elendsfriedhöfe eingerichtet, die sich häufig auf den Arealen von ehemaligen Leprosen- und Pestfriedhöfen befanden. Auch Ortsfremde, wie namentlich nicht bekannte Pilger, Selbstmörder, Hingerichtete und Ungetaufte fanden in Armengräbern ihre letzte Ruhestätte. Später begann man auf den Kirchhöfen und ab dem 19. Jahrhundert auf den städtischen Friedhöfen separate Bereiche auf dem Gesamtgelände anzulegen, in dem preiswerte Begräbnisse durchgeführt werden konnten. Die Gräber – oft als Massengräber angelegt – waren häufig gar nicht oder nur durch ein schlichtes Holzkreuz gekennzeichnet, die Ruhefrist war auf vielen Friedhöfen für die Armengräber kürzer als für die übrigen Grabstätten.
Seit Beginn des 21. Jahrhunderts verzichten viele Gemeinden auf die Bestattung in separaten Arealen, um die Würde der Verstorbenen zu achten und deren Angehörige nicht sozial auszugrenzen und zu stigmatisieren. Auf dem Friedhof I der Jerusalems- und Neuen Kirchengemeinde in Berlin erinnert dank des Engagements von Joachim Ritzkowsky seit 2002 das «Grab mit vielen Namen» an gestorbene Obdachlose.
Während in der Vergangenheit hauptsächlich Verstorbene, deren Namen man nicht kannte, Selbstmörder, Opfer von Katastrophen und Seuchen auch anonym in Armengräbern bestattet wurden, ist eine anonyme Bestattung heute nicht ausschließlich ein Ausdruck des Fehlens entsprechender finanzieller Mittel, sondern wird auch aus weltanschaulichen oder persönlichen Gründen selbstbestimmt als Waldbegräbnis oder Seebestattung gewählt. 
Es entstand der Begriff Sozialbestattung, die heute in einem Reihen- oder Gemeinschaftsgrab vorgenommen wird, wenn keine Begleitung durch nahestehende Personen erfolgt. Offiziell heißt es Bestattung von Amts wegen (Ordnungsamtbestattung), wenn in angemessener Zeit keine Angehörigen ausfindig zu machen sind.

## Heutige Situation

### Deutschland

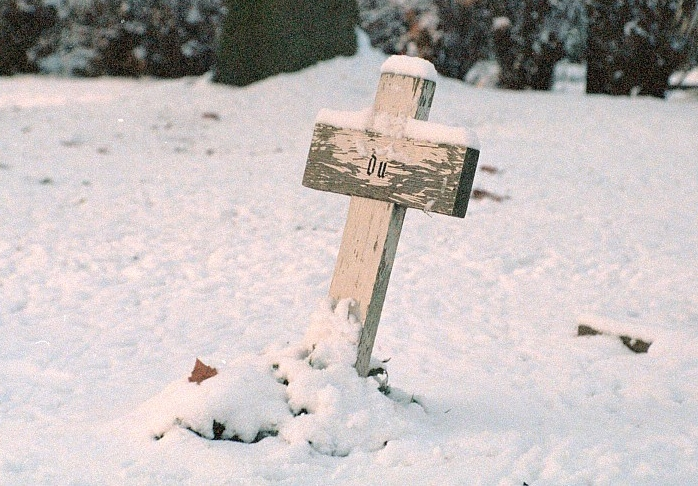
Grabkreuz eines anonymen Kindergrabes, Friedhof Melaten

In den vergangenen Jahrzehnten nimmt der Anteil der sogenannten „Armenbestattungen“ wieder zu. Dies ist auf den demografischen Wandel, die Streichung des Sterbegeldes aus dem Leistungskatalog der gesetzlichen Krankenversicherung im Jahr 2004 und auf die gestiegenen Kosten für eine Bestattung zurückzuführen. Mitunter sind die Angehörigen finanziell nicht in der Lage, das Begräbnis aus eigenen Mitteln zu bestreiten. Zwischen 2005 und 2011 hat sich in Deutschland die Anzahl der Leistungsempfänger für Sozialbestattungen von 7.695 auf 19.200 mehr als verdoppelt. Die Angehörigen können – nach dem Nachweis der Bedürftigkeit nach § 74 SGB XII – einen Antrag auf Kostenübernahme einer Sozialbestattung beim zuständigen Sozialamt stellen. Das Sozialamt kann die Kostenübernahme jedoch ablehnen, wenn die Bestattung aus den Sterbegeldansprüchen des Verstorbenen oder aus dem Nachlass bestritten werden kann.
Vom Sozialamt werden die Kosten für ein ortsübliches, einfaches Begräbnis übernommen, das die Würde des Verstorbenen respektiert. Im Allgemeinen werden die Gebühren für den Erwerb oder die Verlängerung des Nutzungsrechts an einer Reihengrabstelle für eine Erd- oder Feuerbestattung, Leistungen des Bestattungsunternehmens, bei Feuerbestattungen Kosten der Einäscherung, die Gebühren für das Öffnen und Schließen des Grabes, Benutzung der Trauerhalle, Kosten für einen einfachen Sarg oder Bestattungsurne, Orgelspiel und gärtnerische Erstanlage der Grabstelle übernommen. Die Kosten für ein Holzkreuz zur namentlichen Kennzeichnung der Grabstelle müssen vom Sozialamt in jedem Fall getragen werden, wohingegen die Kosten für ein Steingrabmal nur dann übernommen werden, wenn die örtliche Friedhofssatzung die Anlage eines derartigen Grabmals vorschreibt. Werden die Kosten einer ortsüblichen Bestattung nicht überschritten, kann auch eine andere Bestattungsform, wie Seebestattung oder in einer nicht namentlich gekennzeichneten Grabstätte, wie einem Bestattungswald vom Sozialamt getragen werden.
Eine Bestattung von Amts wegen wird in manchen Bundesländer vom Ordnungsamt veranlasst, weil beispielsweise ein Verstorbener keine Angehörigen hinterlässt. Die Erben sind – auch wenn diese später ermittelt werden – jedoch verpflichtet, die Kosten zu übernehmen. 
Im Jahr 2013 wurden in Deutschland 60,61 Millionen Euro von den Kommunen für Sozialbestattungen ausgegeben. 2018 gab es in Berlin rund 1500 Sozialbestattungen, die insgesamt rund zwei Millionen Euro kosteten. Von 2006 bis 2010 ist die Zahl der Menschen, bei denen das Sozialamt die Beerdigung bezahlte, von rund 13 800 auf 22 600 gestiegen.
Die Kommunen legen in Deutschland selbst die Höhe der vom Sozialamt zu erstattenden Kosten für eine Sozialbestattung fest, die auch innerhalb eines Bundeslandes sehr stark variieren können. Während 2012 in Düsseldorf lediglich 588 € gezahlt wurden, betrug der maximale Erstattungssatz in Köln 1.465 €. In Berlin wurden den Beerdigungsinstituten 2019 bei Sozialbestattungen eine Pauschale von 750 Euro plus Kosten für Friedhof und Krematorium erstattet.

### Österreich
Auch in Österreich wird heute anstelle eines Armengrabes von einem Sozialgrab gesprochen. Früher gab es, beispielsweise auf dem Zentralfriedhof in Wien, ein eigenes Gräberfeld, das den Armengräbern vorbehalten war, den so genannten Armenfriedhof. Heute werden derartige Grabstätten auf freiwerdenden Grabstellen im hinteren Teil des Friedhofs mit einer Ruhefrist von 10 Jahren angelegt. Sozialgräber sind auch hier einfache Grabstätten, die durch Holzkreuze zur namentlichen Kennzeichnung charakterisiert sind. In einigen Gemeinden Österreichs werden seit 2009 nur noch Feuerbestattungen von Grundsicherungsempfängern vom Sozialamt getragen, außer wenn aus religiösen Gründen eine Feuerbestattung nicht zulässig ist. Beispielsweise übernimmt die Stadt Linz für ohne Angehörige verstorbene Menschen die Beisetzung "nach ortsüblichem Standard", wobei seit 2014 eine Feuerbestattung im Urnenhain Urfahr vorgesehen ist. Ihre Urnen werden dort im Kolumbarium an der alten Feuerhalle aufbewahrt, außerdem gibt es im Ehren- oder Bürgermeisterhof eine Gedenktafel mit den Namen dieser Verstorbenen.

### Tschechien
Aufgrund der angespannten Haushaltsanlage der Kommunen wurden von Bestattern auch Sozialbestattungen in Tschechien oder in anonymen Urnenfeldern vorgenommen, ohne die Gräber mit einem angemessenen Grabzeichen auszustatten.

## Friedhofsanlagen

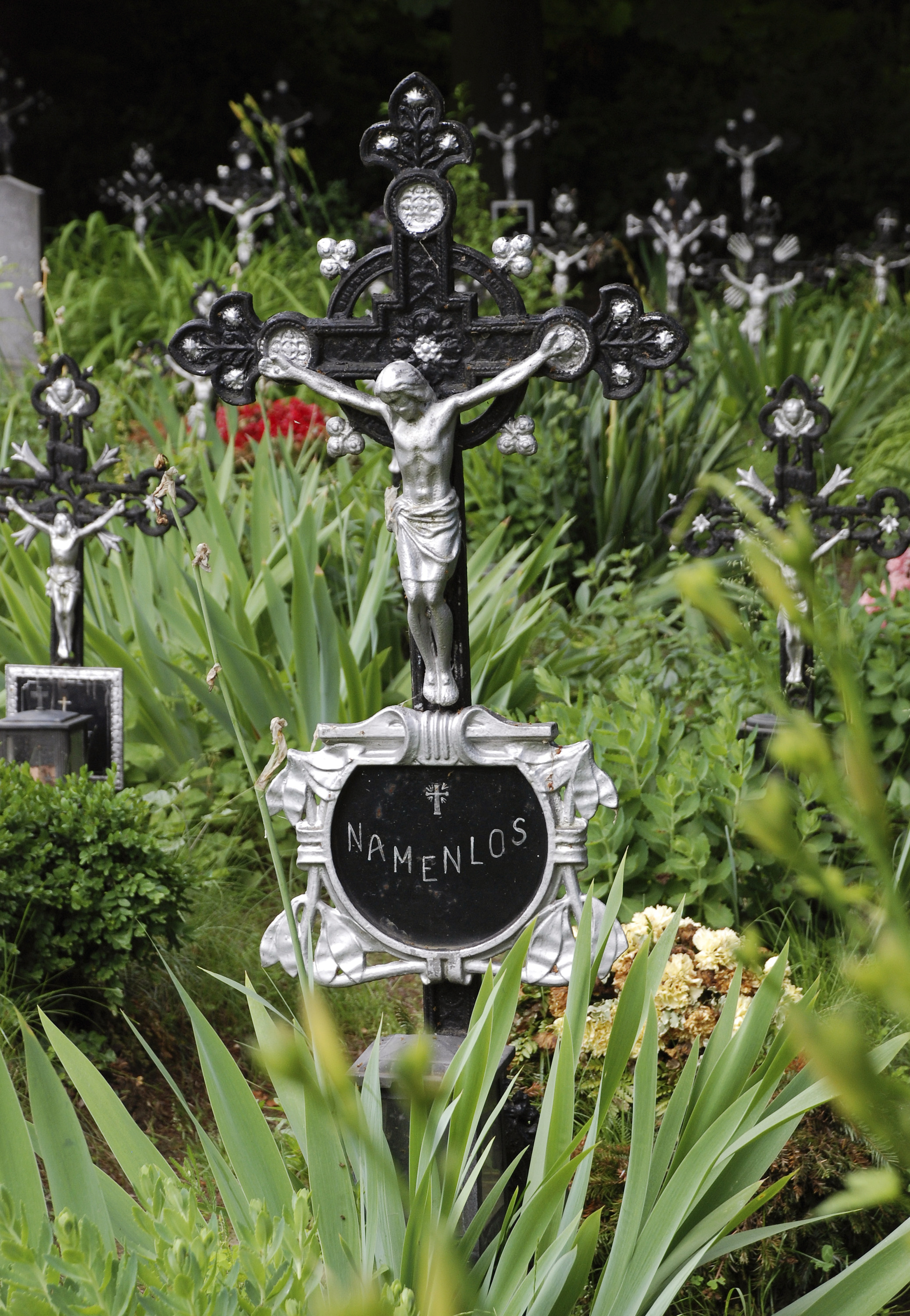
Friedhof der Namenlosen, Wien

Auch viele der Bestattungen namentlich nicht bekannter Personen wurden in einfachen Gräbern auf zum Teil eigenen Friedhöfen oder eigenen Arealen in großen Friedhofsanlagen durchgeführt. Bekannte Beispiele sind der Wiener Friedhof der Namenlosen, auf dem Menschen bestattet werden, die in der Donau ertrunken sind, der Friedhof Grunewald-Forst in Berlin sowie die Friedhöfe der Heimatlosen an der deutschen Küste auf Sylt, Amrum, Neuwerk, Spiekeroog, Pellworm, Helgoland und Trischen. Ähnlich gestaltete einfache Grabanlagen wurden auch im Zweiten Weltkrieg für Bombenopfer, Soldaten und mitunter auch für Opfer der nationalsozialistischen Gewaltherrschaft angelegt. In vielen Städten und Kommunen wurden diese Gräberfelder in der Nachkriegszeit als Ehrengräber weitergeführt und gepflegt.

## Persönlichkeiten, die in einem Armengrab bestattet wurden (Auswahl)

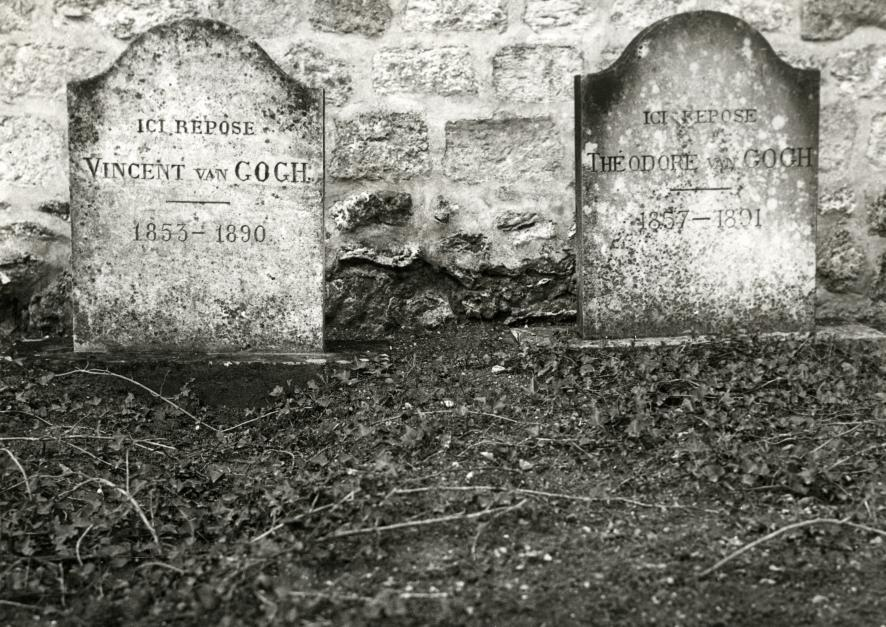
Grabstelle von Vincent und Theo van Gogh

- 1541: Paracelsus in Salzburg, 1552 exhumiert und in der Sebastianskirche bestattet
- 1666: Frans Hals in Haarlem, später exhumiert und in der St.-Bavo-Kirche bestattet
- 1669: Rembrandt van Rijn in der Westerkerk, Amsterdam
- 1741: Antonio Vivaldi in Wien
- 1791: Wolfgang Amadeus Mozart in Wien in einem allgemeinen, einfachen Grab; heute Gedenkmal als Ehrengrab
- 1794: Rudolf Erich Raspe in Killarney
- 1829: Albrecht Ludwig Berblinger in Ulm
- 1829: Jean-Baptiste de Lamarck in Paris
- 1849: Andreas Gottschalk in Köln, Friedhof Melaten, 1850 Grabstätte aufgekauft und in ein „ewiges“ Grab umgewandelt
- 1854: Elise Lensing in Hamburg, 1899 nach Hamburg-Ohlsdorf umgebettet
- 1856: Max Stirner in Berlin
- 1862: Johann Christoph Winters in Köln, seit 2002 Gedenkmal auf dem Friedhof Melaten
- 1879: Charles De Coster in Ixelles
- 1890: Vincent van Gogh in Auvers-sur-Oise
- 1891: Theo van Gogh in Utrecht, später nach Auvers-sur-Oise überführt
- 1910: Henri Rousseau in Bagneux
- 1922: Hauptmann von Köpenick in Luxemburg
- 1932: Major Taylor in Chicago, 1948 exhumiert und auf dem Mount Glenwood Cemetery in Illinois bestattet
- 1932: Leopold Zborowski in Paris
- 1937: Hugo Berwald in Schwerin
- 1964: Marinus Jacob Kjeldgaard in Paris
- 1999: Inge Brandenburg in München
- 2003: Joachim Ritzkowsky im Berliner „Grab der vielen Namen“[9]